# 赤星式盗塁

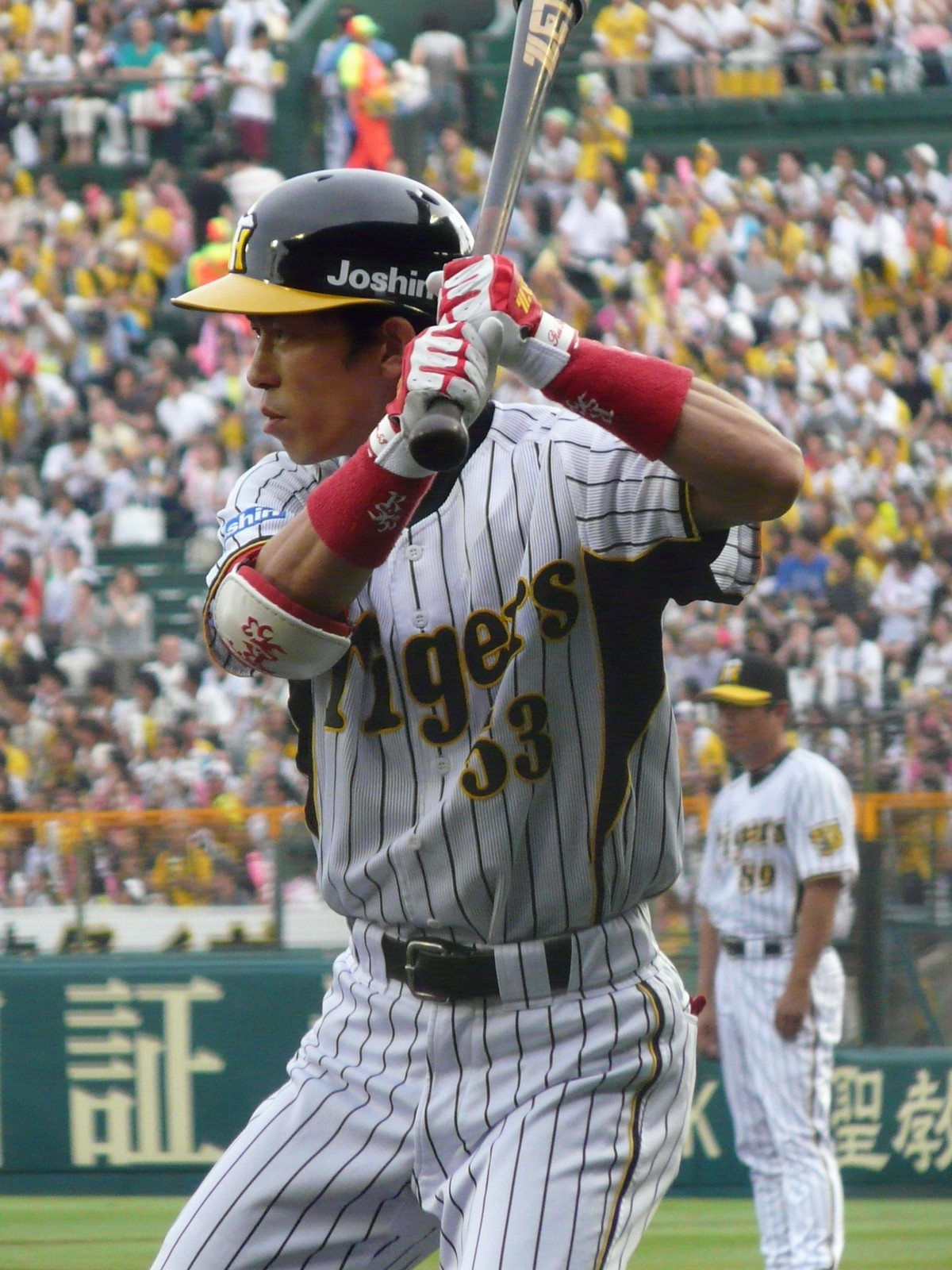
この指標の提唱者である赤星憲広。プロ野球セントラル・リーグにおいて盗塁王を5年連続で獲得した。

赤星式盗塁（あかほししきとうるい）は、盗塁によるチームへの貢献度などを表すために野球で用いられる指標である。日本のプロ野球において足のスペシャリストとして知られる赤星憲広の発言に基づいて考案されたものであり、「赤星式盗塁 = 盗塁 − 盗塁死 × 2」という計算式で算出される。盗塁数だけでなく、盗塁成功率も考慮したチームへの貢献度を算出することができ、算出が簡易ながらセイバーメトリクスとも整合する有力な盗塁指標とされている。赤星式盗塁指標（あかほししきとうるいしひょう）とも呼ぶ。

## 計算式
赤星式盗塁は、次の計算式で算出される。
赤星式盗塁 = 盗塁 − 盗塁死 × 2
例として、盗塁が10個で盗塁死が5個の場合には10 − 5 × 2 = 0となり、価値が0なので走った意味はなかったと評価されることになる。

## 背景

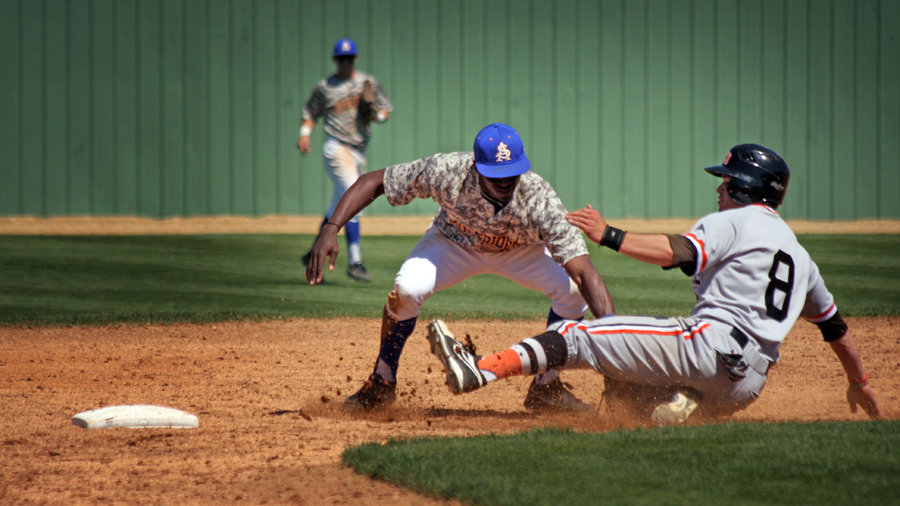
野球における盗塁

赤星式盗塁の原型は、プロ野球セントラル・リーグにおいて盗塁王を5年連続で獲得した赤星憲広（元阪神タイガース）が以前から提唱していた考え方である。考案のきっかけになったのは、赤星による以下のような問題提起だった。
盗塁は、成功数だけでなく失敗数にも着目して評価すべきだ。いくら盗塁が多くてもそれが盗塁死の倍と等しいならば価値はゼロ。—赤星憲広
赤星は、こうした考え方の背景として、現代の野球では盗塁死によって試合の流れを変えてしまうリスクが大きいことを指摘している。盗塁は、成功すればチャンスが拡大する一方で、失敗して盗塁死となれば、アウトカウントを増やすうえに走者を失うという2つのデメリットがある。そのため、失敗による損失のほうが大きいとされており、赤星は、盗塁で貢献するためにはおよそ7割以上の成功率が必要であると主張した。赤星の発言を指標化し、インターネット上の掲示板で考案されたのが、赤星式盗塁である。
従来から日本プロ野球には盗塁王という個人タイトルがあったが、これは盗塁数だけを基準にしたものであり、盗塁成功率は考慮されていない。そのため、盗塁数だけでなく盗塁死数までも最多を記録しているような選手が受賞してしまう場合があり、盗塁数という基準には必ずしもチームへの貢献度に比例していないという課題があった。一方、赤星式盗塁には盗塁成功率も加味した数値を算出できるという特色があり、こうした課題を克服する有力な指標として注目されるようになった。赤星自身も「盗塁の本当の価値」を算出する方法として赤星式盗塁の計算式をメディアで紹介し、この計算式を用いて盗塁について考えることを提唱している。

## 反響
一般メディアでは、「話題になったユニークな物差し」として2015年に産経新聞で赤星式盗塁が紹介された。野球専門メディアでは、2021年にベースボールチャンネルで「有力な盗塁指標として注目されている」と報じられ、翌2022年にはBASEBALL KINGでも特集が組まれた。また、野球を中心に執筆活動を行っているスポーツライターの大利実は、2021年に赤星へのインタビューを通じて赤星式盗塁の計算式を知り、「興味深い計算式」と評している。
このうち、BASEBALL KINGとベースボールチャンネルは、赤星式盗塁の有用性の根拠として、統計学の知見を応用して野球を分析する手法であるセイバーメトリクスとの合致を挙げている。セイバーメトリクスにおいては盗塁成功率70%弱が損益分岐点といわれており、日本のセイバーメトリクス専門企業であるDELTAによれば、盗塁死による損失は盗塁による利益の約2倍である。それに対し、盗塁死数を2倍して盗塁数から引く赤星式盗塁は、盗塁成功率が67%程度のときに0になり、セイバーメトリクスによる分析結果とほぼ合致している。こうした理由から、BASEBALL KINGは「盗塁に関してその成功率も含めて選手を評価するうえで有用な数字といえるだろう」、ベースボールチャンネルは「盗塁の価値や貢献度を表す指標として有効とされている」と赤星式盗塁を評価した。

## 記録
日本プロ野球における記録は以下のとおりである。なお、1941年までは盗塁死が公式記録対象外だったため、記録は1942年以降である。
| 順位                 | 選手名     | 赤星式盗塁 | 赤星式盗塁     | 備考           |
| -------------------- | ---------- | ---------- | -------------- | -------------- |
| 01                   | 福本豊     | 467        | 1065 − 299 × 2 |                |
| 02                   | 広瀬叔功   | 350        | 0596 − 123 × 2 |                |
| 03                   | 木塚忠助   | 251        | 0479 − 114 × 2 |                |
| 04                   | 西川遥輝   | 210        | 0342 − 066 × 2 | 現役           |
| 05                   | 赤星憲広   | 205        | 0381 − 088 × 2 |                |
| 06                   | 松井稼頭央 | 203        | 0363 − 080 × 2 | 日米通算269    |
| 07                   | 柴田勲     | 193        | 0579 − 193 × 2 |                |
| 08                   | 呉昌征     | 159        | 0321 − 081 × 2 | 1941年まで不明 |
| 09                   | 金山次郎   | 154        | 0456 − 151 × 2 |                |
| 10                   | 大石大二郎 | 153        | 0415 − 131 × 2 |                |
| 11                   | 荒木雅博   | 150        | 0378 − 114 × 2 |                |
| 11                   | 荻野貴司   | 150        | 0260 − 055 × 2 | 現役           |
| 13                   | 西村徳文   | 149        | 0363 − 107 × 2 |                |
| 14                   | 松本匡史   | 136        | 0342 − 103 × 2 |                |
| 15                   | 鈴木尚広   | 134        | 0228 − 047 × 2 |                |
| 16                   | イチロー   | 133        | 0199 − 033 × 2 | 日米通算408    |
| 17                   | 片岡治大   | 132        | 0320 − 094 × 2 |                |
| 18                   | 山田哲人   | 129        | 0195 − 033 × 2 | 現役           |
| 19                   | 本多雄一   | 128        | 0342 − 107 × 2 |                |
| 19                   | 糸井嘉男   | 128        | 0300 − 086 × 2 |                |
| 記録は2024年終了時点 |            |            |                |                |

| 順位                 | 選手名   | 年度 | 赤星式盗塁 | 赤星式盗塁   | 所属球団                   |
| -------------------- | -------- | ---- | ---------- | ------------ | -------------------------- |
| 01                   | 福本豊   | 1973 | 63         | 095 − 16 × 2 | 阪急ブレーブス             |
| 02                   | 木塚忠助 | 1950 | 62         | 078 − 08 × 2 | 南海ホークス               |
| 03                   | 福本豊   | 1972 | 56         | 106 − 25 × 2 | 阪急ブレーブス             |
| 04                   | 広瀬叔功 | 1964 | 54         | 072 − 09 × 2 | 南海ホークス               |
| 05                   | 金山次郎 | 1950 | 48         | 074 − 13 × 2 | 松竹ロビンス               |
| 05                   | 福本豊   | 1974 | 48         | 094 − 23 × 2 | 阪急ブレーブス             |
| 07                   | 宮崎剛   | 1950 | 47         | 061 − 07 × 2 | 大洋ホエールズ             |
| 08                   | 福本豊   | 1970 | 45         | 075 − 15 × 2 | 阪急ブレーブス             |
| 09                   | 呉昌征   | 1943 | 44         | 054 − 05 × 2 | 東京巨人軍                 |
| 09                   | 柴田勲   | 1967 | 44         | 070 − 13 × 2 | 読売ジャイアンツ           |
| 09                   | 松本匡史 | 1983 | 44         | 076 − 16 × 2 | 読売ジャイアンツ           |
| 12                   | 木塚忠助 | 1951 | 41         | 055 − 07 × 2 | 南海ホークス               |
| 12                   | 西村徳文 | 1988 | 41         | 055 − 07 × 2 | ロッテオリオンズ           |
| 12                   | 赤星憲広 | 2003 | 41         | 061 − 10 × 2 | 阪神タイガース             |
| 15                   | 広瀬叔功 | 1968 | 40         | 044 − 02 × 2 | 南海ホークス               |
| 15                   | 赤星憲広 | 2004 | 40         | 064 − 12 × 2 | 阪神タイガース             |
| 17                   | 福本豊   | 1971 | 39         | 067 − 14 × 2 | 阪急ブレーブス             |
| 17                   | 福本豊   | 1975 | 39         | 063 − 12 × 2 | 阪急ブレーブス             |
| 19                   | 河西俊雄 | 1948 | 38         | 066 − 14 × 2 | 南海ホークス               |
| 19                   | 河野旭輝 | 1957 | 38         | 056 − 09 × 2 | 阪急ブレーブス             |
| 19                   | 西川遥輝 | 2018 | 38         | 044 − 03 × 2 | 北海道日本ハムファイターズ |
| 19                   | 周東佑京 | 2020 | 38         | 050 − 06 × 2 | 福岡ソフトバンクホークス   |
| 記録は2024年終了時点 |          |      |            |              |                            |